# Indice actinothermique
L'indice actinothermique est une valeur de température fournie par des thermomètres ou par des sondes, installés horizontalement dans un endroit bien dégagé au-dessus du sol. Les mesures sont faites à 10 et 50 cm du sol au-dessus d'un sol engazonné coupé ras.
Cette mesure est très différente de celle de la température sous abri. On parle d'ailleurs d'indice actinothermique et non de température actinothermique car ces mesures sont difficilement comparables d'un lieu à un autre et sont très influencés par la nature du sol, le couvert végétal, etc.
Par rapport à la température sous abri, la valeur de l'indice actinothermique est plus forte en journée et plus faible la nuit. Cet indice donne une estimation de la température des végétaux (seulement la nuit pour la plupart des végétaux) et est très utilisé surtout en agronomie, notamment pour la prévision des gelées. Le jour, l'évapotranspiration des végétaux régule leur température qui est donc assez différente de celle de l'indice (jusqu'à 10 degrés plus basse). Certains fruits à peau épaisse comme le raisin, la prune ou la cerise transpire peu et ont donc une température plus proche de l'indice même le jour.